# Radicalism (istoric)
Radicalismul ca termen istoric a fost folosit în timpul secolelor al XVIII-lea și al XIX-lea pentru a descrie mișcarea internațională care susținea numeroase reforme democratice în cadrul statelor autoritare din acea vreme (monarhii, imperii, etc). Acesta era cel mai des invocat de către liberalismul clasic, a-i cărui susținători insistau asupra reformelor necesare epocii. În prezent termenul "radical" în lumea politică face referire la extremismul politic de stânga și dreapta. 